# Џонатан дос Сантос
Џонатан дос Сантос Рамирез (шп. Jonathan dos Santos Ramírez; 26. април 1990) мексички је фудбалер, који тренутно наступа за амерички Лос Анђелес галакси и репрезентацију Мексика.

## Дјетињство
Рођен је у Монтереју, у Мексику, Џонатан је учествовао заједно са братом Ђованијем на турниру у Француској, гдје су их примијетили скаути Барселоне и довели су их на пробу у Ла масију.

## Клупска каријера

### Барселона

#### 2008/09.
У сезони 2008/09, Дос Сантос је био у млађем тиму Барселоне, гдје је био капитен. Током исте сезоне, добио је шпански пасош у постао је држављанин Европске уније, што му је омогућило да игра за први тим Барселоне.

#### 2009/10
На љето 2009, Дос Сантос је изабран од стране тренера Барселоне Б — Луиса Енрикеа, да се прикључи другом тиму Барселоне. Након тога, Пеп Гвардиола га је прикључио првом тиму, током припрема у Енглеској и Сједињеним Државама. На дан 15. августа 2009, Дос Сантос је позван за своју прву званичну утакмицу, у оквиру Суперкупа Шпаније против Атлетик Билбаа, иако је накнадно испао из поставе и гледао је утакмицу са трибина. За Барселону Б дебитовао је 5. септембра 2009, на утакмици против другог тима [[ФК Мајорка|Мајорке; меч је завршен ремијем 1:1. За први тим Барделне, Џонатан је дебитовао 28. октобра 2009, када је ушао у игру умјесто Сејдуа Кејте у 80 минуту, на утакмици Купа краља против Депортиво Леонесе на гостовању; Барселона је побиједила 2:0. У лиги шампиона дебитовао је 24. новембра 2009, против Интера, у побједи Барселоне 2:0; ушао је у игру умјесто Андреса Инијесте у 92 минуту. Због дужине сезоне 2009/10, многи фибалери из првог тима Барселоне пуштени су раније на одмор, што је значило да ће у првом тиму бити фудбалери из Барсеолоне Б; то су били: Дос Сантос, Тијаго Алкантара, Гај Асулин и Виктор Васкез. У шпанској лиги дебитовао је 2. јануара 2010, на утакмици против Виљареала, гдје је био стартер, а изашао је у 60 минуту, замијенио га је Инијеста.

#### 2010/11
Дос Сантос је позван заједно са другим фудбалерима из Барселоне Б на припреме пред старт првенства. У прве три утакмице, играо је на позицији дефанзивног везног, на позицији на којој није играо никада раније. Ипак, Дос Сантос је изјавио да се осјећа пријатно ма тој позицији."

#### 2011/12
На дан 26. јула 2011, Дос Сантос је био стартер на утакмици против Интернационала у оквиру Ауди купа; постигао је гол у ремију 2:2, а затим је реализовао и пенал, након што је утакмица ријешена на пенале. Барселона је стигла до финала, у којем је побиједила Бајерн Минхен 2:0; Дос Сантос је играо на обје итакмице, а играо је десног бека у финалу. Прву утакмицу у сезони у шпанској лиги играп је 29. августа 2010, у побједи 5:0 над Виљареалом.
На дан 24. новембар 2011, Дос Сантос је продужиио уговор са Барселоном до 2015. године. На дан 6. децембра, играо је 58 минута утакмице против Бате Борисова у оквиру групе фазе Лиге шампиона.

#### 2012/ 13
Упркос гласинама да ће прећи у неки други шпански клуб, као на примјер Бетис, Малагу и Севиљу, нови тренер Барселоне, Тито Виланова, прикључио је Дос Сантоса првом тиму; мексиканац је узео број 12. На дан 6. априла 2013, на утакмици против Мајорке, ушао је у 50 минуту умјесто Инијесте и играо је против свог брата, Ђованија дос Сантоса.

### Виљареал
На дан 9. јула 2014, потписао је потогодишњи уговор са Виљареалом, гдје се придружио свом брату Ђованију, који је раније прешао у Виљареал. На дан 21. децембра, Дос Сантос је постигао први гол у шпанској ла лиги, у побједи на Депортивом из Ла Коруње 3:0.

### ЛА Галакси
На дан 27. јула 2017, амерички професиионлни клуб, Лос Анђелсес галакси, објавио је да је потписао уговор са Дос Сантосом. Виљареал је продао Џонатана за око 5—6 милиона евра.

## Репрезентативна каријера
Дос Сантос је за репрезентацију Мексика дебитовао 30. септембра 2009. године, на утакмици против Колумбије. У 72 минуту га је замијенио Патрисио Араухо, Колумбија је побиједила 2:1. То значи да је играо за репрезентацију прије него што је дебитовао за први клуб, Барселону Б.
На дан 3. марта 2010. Дос Сантос је играо 61 минут против Новог Зеланда. Током меча имао је један шут ка голу, када је погодио пречку.
Није ушао у састав репрезентације Мексика до 23 године, за Свјетско првенство 2010.
У мају 2011, изостављен је са списка фудбалера за КОНКАКАФ златни куп 2011; док је 24. маја 2011. године, позван за Копа Америку 2011, али је накнадно отпао са списка.
На дан 29. фебруара 2012. године, позван је за утакмицу против Колумбије, у Мајамију, коју је Мексико изгубио 2:0.
У новембру 2014, након два мјесеца одсуства, позван је у репрезентацију за пријатељске утакмице против Холанддије и Бјелорусије, 12 и 18. новембра.
У 2015. години, Дос Сантос је позван за пријатељске утакмице против Еквадора и Парагваја. Није играо против Еквадора, али је био стартер против Парагваја, на утакмици коју је Мексико побиједио 1:0. Играо је и у пријатељским утакмицама против Костарике и Хондураса, обје утакмице су завршене неријешено. Добрим играма позван је на КОНКАКАФ златни куп 2015, гдје је стартовао сваку утакмицу, док је Мексико освојио првенство.
У мају 2018. године, позван је међу 23 фудбалера Мексика за Свјетско првенство 2018 у Русији.

## Статистика каријере

### Клуб
Ажурирано 18. јун 2018
| Клуб                | Сезона             | Лига         | Лига        | Куп          | Куп         | Континентално | Континентално | Друго        | Друго       | Укупно       | Укупно      |
| Клуб                | Сезона             | Број наступа | Број голова | Број наступа | Број голова | Број наступа  | Број голова   | Број наступа | Број голова | Број наступа | Број голова |
| ------------------- | ------------------ | ------------ | ----------- | ------------ | ----------- | ------------- | ------------- | ------------ | ----------- | ------------ | ----------- |
| Барселона Б         | 2009/10            | 19           | 1           | –            | –           | –             | –             | –            | –           | 19           | 1           |
| Барселона Б         | 2010/11            | 32           | 2           | –            | –           | –             | –             | –            | –           | 32           | 2           |
| Барселона Б         | 2011/12            | 30           | 3           | –            | –           | –             | –             | –            | –           | 30           | 3           |
| Барселона Б         | Укупно             | 81           | 6           | –            | –           | –             | –             | –            | –           | 81           | 6           |
| Барселона           | 2009/10.           | 3            | 0           | 2            | 0           | 1             | 0             | 0            | 0           | 6            | 0           |
| Барселона           | 2010/11.           | 2            | 0           | 1            | 0           | 1             | 0             | 1            | 0           | 5            | 0           |
| Барселона           | 2011/12.           | 3            | 0           | 3            | 0           | 2             | 0             | 0            | 0           | 8            | 0           |
| Барселона           | 2012/13.           | 3            | 0           | 3            | 0           | 0             | 0             | 0            | 0           | 6            | 0           |
| Барселона           | 2013/14.           | 3            | 0           | 0            | 0           | 0             | 0             | 0            | 0           | 3            | 0           |
| Барселона           | Укупно             | 14           | 0           | 9            | 0           | 4             | 0             | 1            | 0           | 28           | 0           |
| Виљареал            | 2014/15            | 28           | 2           | 5            | 0           | 9             | 1             | —            | —           | 42           | 3           |
| Виљареал            | 2015/16            | 24           | 0           | 2            | 0           | 9             | 1             | —            | —           | 35           | 1           |
| Виљареал            | 2016/17            | 36           | 2           | 4            | 0           | 8             | 1             | —            | —           | 48           | 3           |
| Виљареал            | Укупно             | 88           | 4           | 11           | 0           | 26            | 3             | —            | —           | 125          | 7           |
| Лос Анђелес галакси | 2017               | 12           | 1           | —            | —           | —             | —             | —            | —           | 12           | 1           |
| Лос Анђелес галакси | 2018               | 8            | 1           | 0            | 0           | —             | —             | —            | —           | 4            | 1           |
| Лос Анђелес галакси | Укупно             | 16           | 2           | 0            | 0           | 0             | 0             | 0            | 0           | 16           | 2           |
| Укупно у каријери:  | Укупно у каријери: | 199          | 12          | 20           | 0           | 30            | 3             | 1            | 0           | 250          | 15          |

### Репрезентација
Ажурирано 18. јун 2017
| Репрезентација | Година | Број наступа | Број голова |
| -------------- | ------ | ------------ | ----------- |
| Мексико        | 2009   | 1            | 0           |
| Мексико        | 2010   | 3            | 0           |
| Мексико        | 2011   | 1            | 0           |
| Мексико        | 2012   | 1            | 0           |
| Мексико        | 2014   | 2            | 0           |
| Мексико        | 2015   | 8            | 0           |
| Мексико        | 2016   | 1            | 0           |
| Мексико        | 2017   | 13           | 0           |
| Мексико        | 2018   | 4            | 0           |
|                | Укупно | 36           | 0           |